# Rusulaid
Rusulaid, auch Pisilaid, ist eine unbewohnte Insel, 400 Meter von der größten estnischen Insel Saaremaa entfernt. Die Insel liegt in der Landgemeinde Saaremaa im Kreis Saare. Sie im Kahtla-Kübassaare hoiuala.
Riiassilma laid ist 500 Meter lang und 110 Meter breit.